# Municipio El Puente (Tarija)
Das Municipio El Puente (spanisch für: Die Brücke) (auch: Municipio Tomayapo) liegt im Departamento Tarija im südamerikanischen Anden-Staat Bolivien.

## Lage im Nahraum
Das Municipio El Puente ist das westliche der beiden Municipios der Provinz Eustaquio Méndez. Es grenzt im Norden und Westen an das Departamento Chuquisaca, im Süden an die Provinz José María Avilés, im Südosten an die Provinz Cercado und im Osten an das Municipio San Lorenzo.
Der zentrale Ort des Municipios ist die Ortschaft El Puente mit 554 Einwohnern (Volkszählung 2012) am westlichen Rand des Municipios.

## Geographie
Das Municipio El Puente liegt in der östlichen Anden-Kordillere im Übergangsgebiet zwischen dem bolivianischen Altiplano und dem dünn besiedelten Gran Chaco im Tiefland. Das Klima ist semi-arid und durch einen deutlichen Gegensatz zwischen Trockenzeit und Regenzeit gekennzeichnet.
Die mittlere Durchschnittstemperatur der Region liegt bei etwa 18 °C (siehe Klimadiagramm Las Carreras) und schwankt im Jahresverlauf zwischen knapp 14 °C im Juni/Juli und 21 °C im Januar. Der Jahresniederschlag beträgt kaum mehr als 400 mm, wobei die monatlichen Niederschläge in der Trockenzeit bei unter 20 mm liegen und nur im Südwinter Werte von knapp 100 mm erreichen.

## Bevölkerung
Die Einwohnerzahl des Municipio El Puente ist zwischen 1992 und 2024 gesunken:
| Jahr | Einwohner | Quelle       |
| ---- | --------- | ------------ |
| 1992 | 11.030    | Volkszählung |
| 2001 | 10.663    | Volkszählung |
| 2012 | 11.354    | Volkszählung |
| 2024 | 9.504     | Volkszählung |

Die Bevölkerungsdichte des Municipio bei der letzten Volkszählung 2024 betrug 4,6 Einwohner/km², der Anteil der städtischen Bevölkerung lag bei 0 Prozent, die Lebenserwartung der Neugeborenen im Jahr 2001 betrug 62,9 Jahre.
Der Alphabetisierungsgrad bei den über 19-Jährigen beträgt 63 Prozent, und zwar 79 Prozent bei Männern und 50 Prozent bei Frauen (2001).

## Politik
Ergebnis der Regionalwahlen (concejales del municipio) vom 4. April 2010:
| Wahl- berechtigte |  | Wahl- beteiligung | gültige Stimmen |  | MAS-IPSP | CC     | UNIR   |
| ----------------- |  | ----------------- | --------------- |  | -------- | ------ | ------ |
| 5.873             |  | 5.078             | 3.807           |  | 2.060    | 933    | 814    |
|                   |  | 86,5 %            | 75,0 %          |  | 54,1 %   | 24,5 % | 21,4 % |

Ergebnis der Regionalwahlen (elecciones de autoridades políticas) vom 7. März 2021:
| Wahl- berechtigte |  | Wahl- beteiligung | gültige Stimmen |  | MAS-IPSP | UNIDOS POR TARIJA | COMUNIDAD POR TODOS | TPT    | MTS    |
| ----------------- |  | ----------------- | --------------- |  | -------- | ----------------- | ------------------- | ------ | ------ |
| 6.694             |  | 5.664             | 4.858           |  | 2.175    | 1.681             | 798                 | 102    | 57     |
|                   |  | 84,61 %           | 85,77 %         |  | 44,77 %  | 34,60 %           | 16,43 %             | 2,10 % | 1,17 % |

## Gliederung
Das Municipio untergliedert sich in die folgenden Kantone (cantones):
- 06-0502-01 Kanton El Puente – 20 Ortschaften – 1.725 Einwohner – zentraler Ort: El Puente
- 06-0502-02 Kanton Carrizal – 5 Ortschaften – 409 Einwohner – zentraler Ort: Carrizal
- 06-0502-03 Kanton Chayaza – 2 Ortschaften – 265 Einwohner – zentraler Ort: Chayaza
- 06-0502-04 Kanton Curqui – 14 Ortschaften – 435 Einwohner – zentraler Ort: Curqui
- 06-0502-05 Kanton Huarmachi – 7 Ortschaften – 178 Einwohner – zentraler Ort: Huarmachi
- 06-0502-06 Kanton Ircalaya – 4 Ortschaften – 210 Einwohner – zentraler Ort: Ircalaya
- 06-0502-07 Kanton Iscayachi – 24 Ortschaften – 5.613 Einwohner – zentraler Ort: Iscayachi
- 06-0502-08 Kanton Paicho – 56 Ortschaften – 1.420 Einwohner – zentraler Ort: Paicho
- 06-0502-09 Kanton Tomayapo – 34 Ortschaften – 1.099 Einwohner – zentraler Ort: Tomayapo

## Ortschaften im Municipio El Puente
- Kanton El Puente
  - El Puente 554 Einw.

- Kanton Carrizal
  - Carrizal 155 Einw.

- Kanton Chayaza
  - Chayaza 188 Einw.

- Kanton Curqui
  - Curqui 89 Einw.

- Kanton Ircalaya
  - Ircalaya 82 Einw.

- Kanton Iscayachi
  - Iscayachi 730 Einw. – Quebrada Grande 513 Einw.

- Kanton Tomayapo
  - La Parroquia 147 Einw.